# 圣博梅 (厄尔-卢瓦尔省)
圣博梅（法語：Saint-Bomer）是法国厄尔-卢瓦尔省的一个市镇，属于诺让勒罗特鲁区（Nogent-le-Rotrou）奥通迪佩尔克县（Authon-du-Perche）。该市镇总面积13.32平方公里，2009年时的人口为204人。

## 人口
圣博梅人口变化图示